# Хортобађ (река)
Хортобађ (мађ. Hortobágy) Река Хортобађ је најзначајнији водоток Хортобађа. Он је укупне дужине 167,3 км. Извире од источног главног канала на граници Тисавашвар и коначно се улива у реку Хармаш-Кереш. Ушће се налази 7 км јужно од Мезетура, ако се рачуна удаљеност од јединог градског друмског моста преко реке Хортобађ. То је ретка формација, јер за разлику од већине река нема специфично одређени извор или ушће, а може да тече у оба смера.

## Историја

### Порекло имена
Река Хортобађ је у античко доба припадао плавној равници река Кереш и Тисе. Воде које су надолазиле и нове падавине су са реком Хортобађ биле одводиђене подножје. Такву природну функцију су такође имале реке Хорт и Баги.

### Древно корито
Вода некадашње реке Хортобађ започела је своје путовање преко степе као јужни излив Вереш-мочар код Полгара, а једно време је нестајала у мочварама Нађ-Шарета у Аготи између Пишпекладања и Карцага. У свом првобитном стању, то је био веома спор, мочваран поток.

### Формирање
Раније је Тиса текла Ермелеком према долини реке Кереш, тако да није била у данашњем кориту реке. Њене десне притоке, Хернад и Шајо, текле су кроз данашњу Хортобађку пусту и текле у Тису у близини планине Кереш, која је заузела своје данашње корито тек пре око 5.000–2.500 година, након што је овај део великог Алфелда почео брже тоне, река је добила свој нови ток. У техничком смислу, овај феномен се назива каптура. Река Тиса је текла веома лагано у свом новом кориту, њен пад износио је само 3,8 цм по километру, али је њен водостај у просеку варирао око 10 метара између највишег и најнижег водостаја, тако да се скоро сваке године изливала, остављајући већи део Хортобађа под водом.
Наравно, најбрже су се пунили некадашњи коритни делови који су били дубљи од околине, а пошто су још увек имали нагиб, поплаве су се спуштале кроз њих према долини Кереш. На њиховом најдужем непрекидном делу вода је скоро увек текла, а народ ју је звао Хортобађ све до ушћа у реку Береће. Ни река Хортобађ није била брза, након што је прикупила воде поплавне равнице, већ се споро кретала кривудајући дуж осе равнице север-југ. Према савременим извештајима, ако су поплаве у водоводним системима Берећио–Кереш стигле касније и биле веће, Хортобађ је могао да тече уназад.
Регулација Тисе донела је корените промене у животу реке. Недостатак животворних поплава, пресецање кривина и искапање корита реке деградирали су га у скоро једноставан канал за унутрашње одводњавање, чији је квалитет воде често споран. Један од најважнијих задатака Управе Националног парка Хортобађ је да искористи сваку прилику за рехабилитацију реке Хортобађ.
Од 1970-их његово корито је продубљено и веће кривине су исправљене, чиме се убрзао њен ток. Данас је Хортобађ само делимично природна формација, а највећи део реке протиче кроз заштићено подручје.

### Слике
- Река код Мезетура
- Национални парк
- Мапа слива 1892
- Мапа слива 1892